# Eric Schlubach

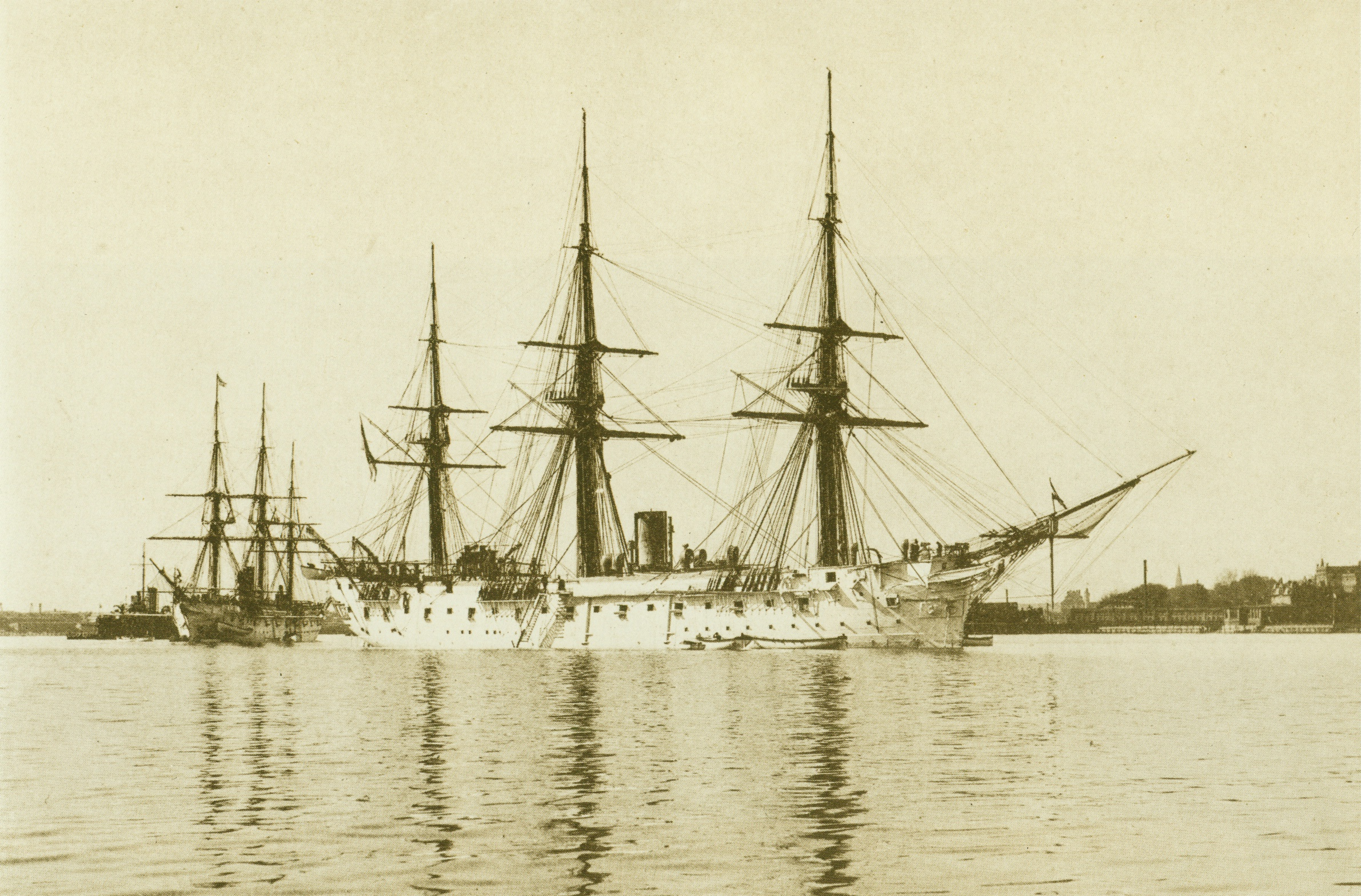
Die SMS Stosch

Eric Waldemar Terito Maiite rai Schlubach (* 25. Juli 1878 in Valparaíso, Chile; † 20. Oktober 1962 in Hamburg) war ein deutscher Fregattenkapitän und Unternehmer.

## Leben
Er wurde in Valparaíso in Chile als zweitältester Sohn des Hamburger Geschäftsmanns Heinrich Schlubach und dessen Frau Margret, der Enkelin einer tahitianischen Prinzessin, geboren und bekam nach Familientradition den tahitianischen Beinamen Terito Maiite rai. Er hatte vier Schwestern und drei Brüder. Die Familie zog 1882 nach Hamburg, wo er in vermögenden Verhältnissen in einer Villa am Alsterufer, Schöne Aussicht Nr. 16, aufwuchs. 1896 machte er sein Abitur am Hamburger Johanneum.
Am 7. April 1897 trat er in die Kaiserliche Marine ein, um Seeoffizier zu werden und wurde auf der Stosch ausgebildet. Von 1903 bis 1905 wurde er im Ostasiengeschwader der kaiserlichen Marine auf den Schiffen Fürst Bismarck und Luchs in China, Korea, Japan und Sibirien eingesetzt und erlebte dort den Russisch-Japanischen Krieg.
Nach seiner Rückkehr heiratete er am 30. März 1906 Emma Mercedes Bock (* 6. Mai 1883; † 25. April 1977). Das Paar wohnte in Kiel und hatte drei Kinder: Jürgen Schlubach (1907–1954, Kaufmann),  Hildegard (1909–1996, verheiratet mit dem Bankkaufmann Enno Ercklentz und mit ihm 1929 in die USA emigriert) und Hans Schlubach (* 1913, Kaufmann, 1937 in die USA emigriert). Schlubach arbeitete weiter bei der Marine, 1907 auf der Lothringen und danach an der Militärakademie Kiel im Rang eines Kapitänleutnants.
Während des Ersten Weltkriegs kam Schlubach zunächst auf die Deutschland, wurde Korvettenkapitän und später Fregattenkapitän. Mit dem Kieler Matrosenaufstand im November 1918 wurde auch Schlubachs Tätigkeit bei der Marine beendet.
Zum 1. Januar 1923 trat Schlubach als Gesellschafter ins vom Vater gegründete Unternehmen Schlubach & Thiemer & Co., das seit 1914 von Walther Dauch als Hauptgeschäftsführer geleitet wurde, ein.
Schlubach war Mitglied in der DNVP, die er 1924 bis 1927 in der Hamburgischen Bürgerschaft vertrat. Als Vertreter des liberalen Flügels wurde ihm in einer Parteiversammlung durch den deutschgläubigen Antisemiten Alfred Conn seine Zusammenarbeit mit dem Bankier Max Warburg vorgeworfen. Bis 1927 war Schlubach Konsul der Republik Guatemala in Hamburg.
1931 mussten Schlubach & Co. in Folge der Weltwirtschaftskrise Konkurs anmelden. Danach war Eric für andere Unternehmen tätig und saß z. B. 1936 im Aufsichtsrat der Allgemeinen Feuer Assekuranz AG zu Hamburg.
Im Zweiten Weltkrieg diente Schlubach wieder als Fregattenkapitän in der Kriegsmarine. Während des Überfalls auf die Sowjetunion war er im Sommer 1941 bis zum 9. Oktober 1941 Festungs- und Ortskommandant des damaligen Windau (heute Ventspils) in Lettland.
1958 gab er Erlebnisse aus seiner Militärdienstzeit in Ostasien als Buch unter dem Titel Reisebriefe aus dem fernen Osten heraus. Vier Jahre später starb er und wurde auf der Familiengrabstätte auf dem Ohlsdorfer Friedhof bestattet.

## Schriften
- Reisebriefe aus dem fernen Osten 1903-1905, Briefe eines jungen Seeoffiziers an seine Mutter während seiner Kommandierung im Kreuzergeschwader. Hans Christians Verlag, Hamburg 1958, 115 S.